# Tyler Ott
Tyler Ott (Tulsa, 28 febbraio 1992) è un giocatore di football americano statunitense che milita nel ruolo di long snapper per i Washington Commanders della National Football League (NFL).

## Carriera
Al college Ott giocò a football con gli Harvard Crimson dal 2011 al 2014 nei ruoli di long snapper e tight end. Dopo non essere stato scelto nel Draft NFL 2014 firmò con i New England Patriots, dopo di che nel 2015 passò ai St. Louis Rams, sempre senza scendere mai in campo. Disputò le prime tre partite come professionista con i New York Giants nel 2016 (primo giocatore di sempre di Harvard a militare nella franchigia), anno in cui militò anche nei Cincinnati Bengals. Nel 2017 passò ai Seattle Seahawks di cui divenne il long snapper titolare, disputando per la prima volta tutte le 16 gare stagionali.
Nella stagione 2020 Ott fu convocato per il suo primo Pro Bowl (non disputato a causa della pandemia di COVID-19).
Il 25 luglio 2023 Ott firmò con i Baltimore Ravens.

## Palmarès
- Convocazioni al Pro Bowl: 1

2020